# Amtsgericht Winsen

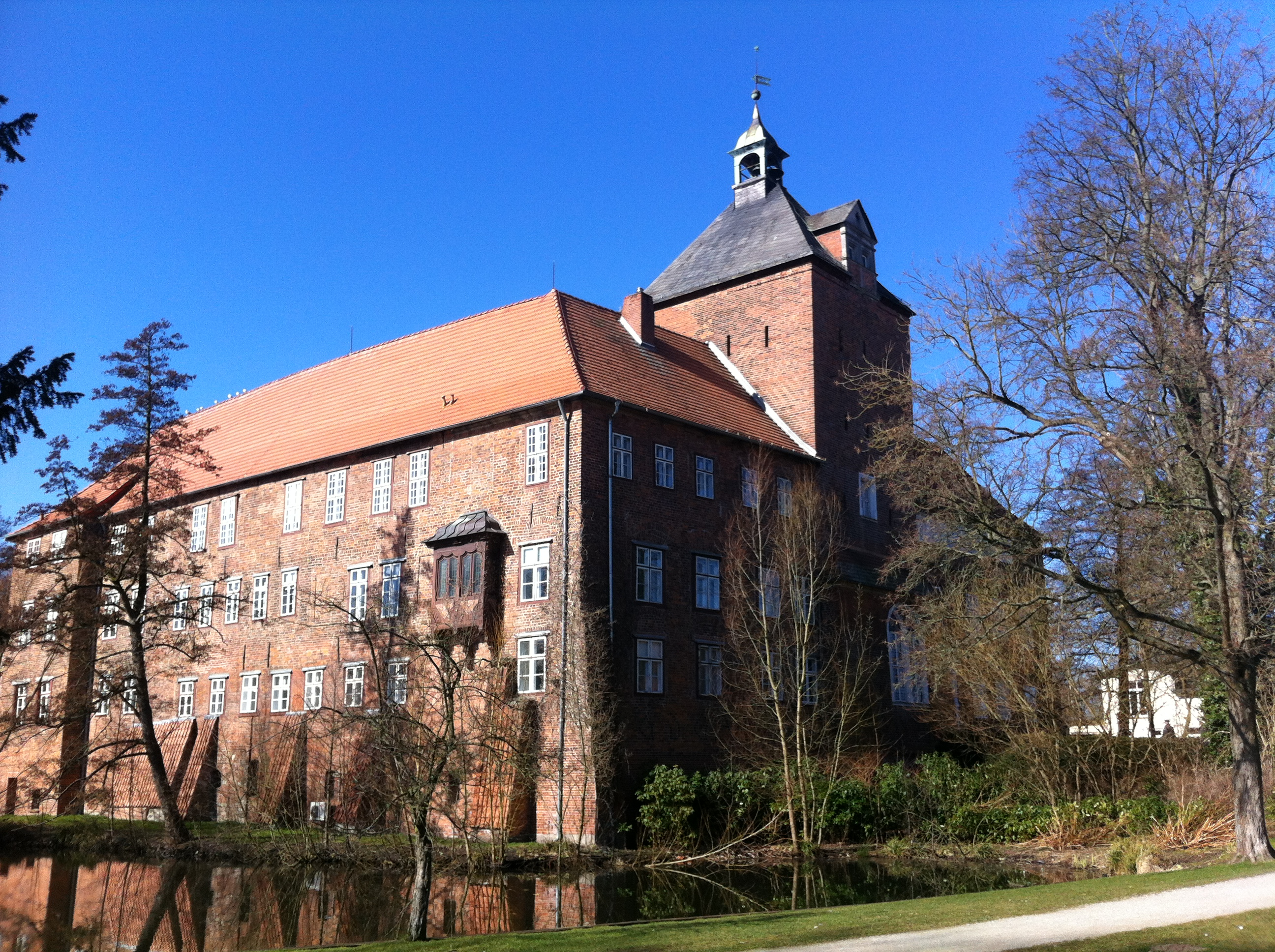
Winsener Schloss, Sitz des Amtsgerichts Winsen

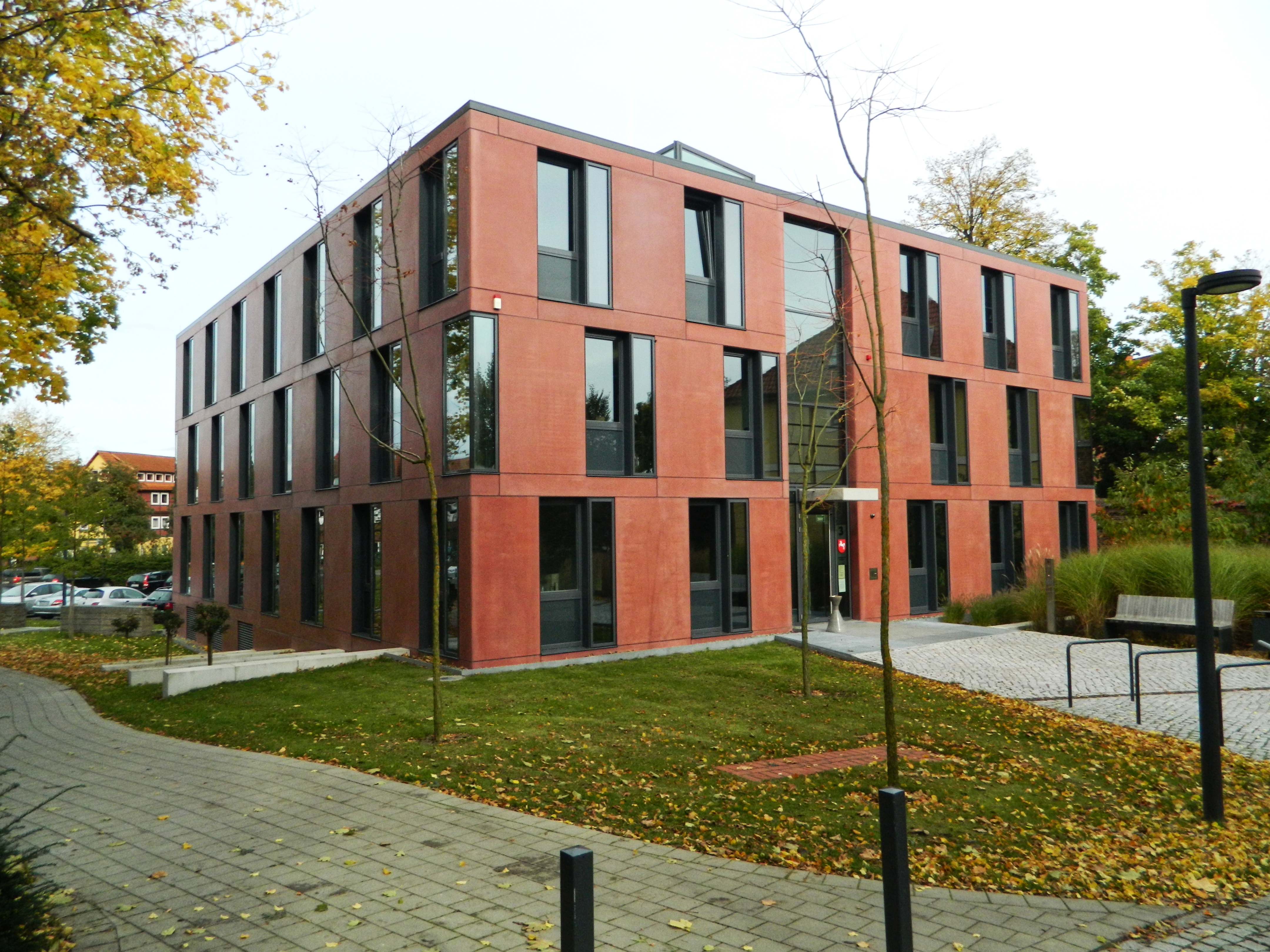
Nebenstelle im benachbarten Neubau

Das Amtsgericht Winsen (Luhe) ist eines von sechs Amtsgerichten im Bezirk des Landgerichts Lüneburg. Es hat seinen Sitz in Winsen (Luhe) im Landkreis Harburg in Niedersachsen.
Dem Amtsgericht Winsen ist das Landgericht Lüneburg übergeordnet. Zuständiges Oberlandesgericht ist das Oberlandesgericht Celle.
Das Hauptgebäude des Amtsgerichts befindet sich im 1299 erstmals erwähnten Winsener Schloss. Eine Nebenstelle befindet sich in einem Neubau zwischen dem Schloss und dem ehemaligen Gefängnisgebäude.

## Geschichte
Nach der Revolution von 1848 wurde im Königreich Hannover die Rechtsprechung von der Verwaltung getrennt und die Patrimonialgerichtsbarkeit abgeschafft.
Das Amtsgericht wurde daraufhin mit der Verordnung vom 7. August 1852 die Bildung der Amtsgerichte und unteren Verwaltungsbehörden betreffend als königlich hannoversches Amtsgericht gegründet. Es umfasste das Amt Winsen an der Luhe, Stadt Winsen an der Luhe und Amt Pattensen zu Winsen an der Luhe. Das Amtsgericht war dem Obergericht Lüneburg untergeordnet.
1859 wurde das Amtsgericht Salzhausen aufgehoben und sein Gerichtsbezirk dem des Amtsgerichtes Winsen an der Luhe zugeordnet. Mit der Annexion Hannovers durch Preußen wurde es 1866 zu einem preußischen Amtsgericht in der Provinz Hannover.
Mit den Reichsjustizgesetzen wurde 1879 die Gerichtsorganisation reichsweit einheitlich geregelt. Das Amtsgericht Winsen blieb bestehen. Der Amtsgerichtsbezirk umfasste den Stadtbezirk Winsen und das Amt Winsen. Das Amtsgericht Winsen war eines von zwölf Amtsgerichten im Bezirk des Landgerichtes Lüneburg im Gebiet des Oberlandesgerichtes Celle. Das Gericht hatte damals zwei Richterstellen und war ein mittelgroßes Amtsgericht im Landgerichtsbezirk. Das Amtsgericht Winsen war Elbzollgericht.